# Volli Kalm

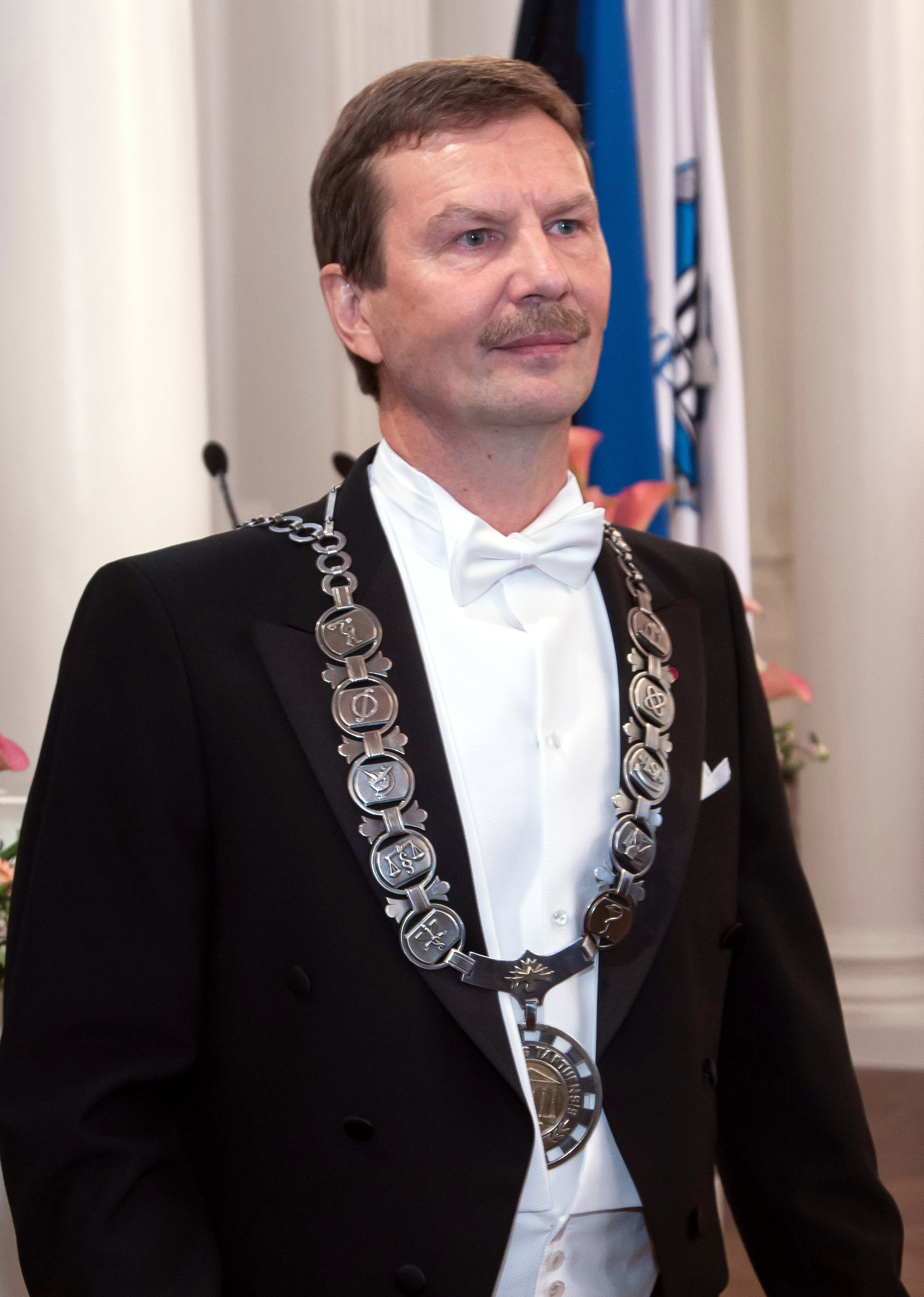
Volli Kalm (2012)

Volli Kalm (* 10. Februar 1953 in Aluste, Vändra, Estland; † 23. Dezember 2017) war ein estnischer Geologe und Universitätsrektor.

## Leben
Volli Kalm studierte Geologie an der Universität Tartu (1971–1976) und am Estnischen Institut für Geologie (1980–1984) sowie als postdoc an der kanadischen Alberta Universität. Seit 1986 lehrte er an der Universität Tartu und wurde 1992 Leiter des Instituts für Geologie der Universität Tartu und erhielt einen Ruf auf die Professur für angewandte Geologie an die Universität Tartu. Von 1995 bis 1998 war er Dekan der Fakultät für Biologie und Geographie und von 1998 bis 2003 Vizerektor der Universität Tartu, seit 2012 deren Rektor. 
Des Weiteren engagierte er sich in zahlreichen wissenschaftlichen Organisationen. Er war unter anderem von 2009 bis 2012 Vorsitzender des Wissenschaftlichen Kompetenzrates (Teaduskompetentsi Nõukogu TKN). Seit 2012 war er Vorsitzender des Vorstands der Forschungsinitiative Sihtasutus Eesti Teadusagentuur. 
Hauptlehr- und forschungsgebiete waren die Paläoklimatologie und Paläogeographie sowie Sedimentologie und Geoarchäologie.
2005 wurde er mit dem Orden des weißen Sterns (Offizierskreuz) der Republik Estland ausgezeichnet.